# シャープクライマックス 人生はドラマだ
『シャープクライマックス 人生はドラマだ!』（シャープクライマックス じんせいはドラマだ!）は、1959年10月10日から1960年3月12日まで日本テレビ系列局で放送された、ドラマ仕立てのドキュメンタリー番組である。初回からカラー放送。全23回。早川電機工業（現・シャープ）の一社提供。放送時間は毎週土曜 20:00 - 21:00 (JST) 。

## 概要
いわゆる「ご対面番組」の1つ。取り上げていたのは各界のトップレベルの人物、話題になっている時の人物、過去に話題になっていた人物、意外な人物のいずれかで、彼らの波乱万丈の人生をドラマ仕立てで紹介。さらにその人物とある時期に関わりを持ったゲストとを対面させることで、人生の哀歓を多角的に描き出していた。
この番組の制作費は1か月につき1000万円と当時としては巨額で、新聞ニュースにもなるほどだった。
この番組のスポンサーが、テレビ受像機を製造している早川電機工業（現・シャープ）が提供していることもあり、番組初回からカラー放送を行っている。第8回までは生放送だったが、1959年12月5日放送分の第9回「ダニエル建・井上」は、日本初のカラーVTR収録によるカラー放送(日本テレビのみ)を行い、それ以降から番組終了まで、同じ形式での収録・放送が続いた。

## 司会
当初は松井翠声が司会を務めていたが、後に徳川夢声が代行するようになった。

## スタッフ
- 脚本（ドラマパート）：村上元三、榎本滋民ほか

## 取り上げた人物
1. 長谷川伸（スタジオゲスト：山田五十鈴、片岡千恵蔵）[2]
2. 武蔵と小次郎
3. 牧野富太郎
4. 桜川忠七
5. 瀬戸口藤吉
6. 鶴岡一人
7. 佐倉宗吾
8. 近藤勇
9. ダニエル建・井上
10. 赤穂浪士
11. 南部忠平
12. 浪花千栄子
13. 六代目尾上菊五郎
14. 大岡越前
15. 榎本健一
16. 蟻の街のマリア
17. 三根山
18. 石井漠
19. マキノ省三
20. 淡谷のり子
21. 西郷隆盛
22. 古今亭志ん生
23. 国定忠治[7]

## ネット局
※　全国22局同時ネット カラー放送は日本テレビのみ
- 日本テレビ　（制作局）
- 北海道放送
- ラジオ青森テレビ
- 東北放送
- ラジオ新潟テレビ
- 北日本放送
- 北陸放送
- 信越放送
- ラジオ静岡テレビ
- 中部日本放送
- 讀賣テレビ[注 1]
- 日本海テレビ
- ラジオ中国テレビ
- ラジオ山口テレビ
- 南海放送
- 西日本放送
- ラジオ高知テレビ
- 四国放送
- テレビ西日本
- 長崎放送
- ラジオ熊本テレビ
- ラジオ南日本テレビ

## その後の日本テレビの早川電機提供枠
この番組の終了により、1955年2月放送開始の『のり平のテレビ千一夜』（主演：三木のり平）以来続いた日本テレビの早川電機一社提供枠は一旦中断したが、それから3か月後の1960年7月に放送を開始した読売テレビ製作の『（続）しゃっくり寛太』（日曜 12:15 - 12:45、主演：藤山寛美）で再開された。なお、この後に日本テレビでシャープ一社提供の1時間番組が放送されるのは、それから24年後の1984年4月放送開始の『SHARPワールドクイズ・カンカンガク学』からである。